# Споднє Пребуковє
Споднє Пребуковє (словен. Spodnje Prebukovje) — поселення в общині Словенська Бистриця, Подравський регіон‎, Словенія.